# 1992년 하계 올림픽 알바니아 선수단
1992년 하계 올림픽 알바니아 선수단은 스페인 바르셀로나에서 개최된 1992년 하계 올림픽에 참가한 올림픽 알바니아 선수단이다.

## 메달 집계

### 종목별 참가 선수 및 메달 집계
| 종목 | 참가 선수 | 1 | 2 | 3 | 합계 |
| 역도 | 1         | 1 | 1 |   | 2    |
| 육상 | 3         |   |   |   | 0    |
| 사격 | 2         |   |   |   | 0    |
| 체조 | 1         |   |   |   | 0    |
| 펜싱 | 1         | 0 | 0 | 1 | 1    |
| 합계 | 7         | 0 | 0 | 0 | 0    |

## 사격
남자
| 선수          | 세부 종목     | 예선   | 예선 | 결선      | 결선      |    |
| 선수          | 세부 종목     | 스코어 | 순위 | 스코어    | 최종 순위 |    |
| 크리스토 로보 | 25m 속사 권총 | 565    | 30   | 진출 실패 | 진출 실패 | 30 |

여자
| 선수            | 세부 종목 | 예선 | 예선 | 결선      | 결선      |    |
| 선수            | 세부 종목 | 점수 | 순위 | 점수      | 순위      |    |
| 엔켈레이다 셰후 | 25m 권총  | 575  | 14   | 진출 실패 | 진출 실패 | 14 |

## 육상

### 남자
트랙 / 도로 경기
| 선수 | 세부 종목 | 1차 예선 | 1차 예선 | 2차 예선 | 2차 예선 | 준결선 | 준결선 | 결선 | 결선      |
| 선수 | 세부 종목 | 기록     | 순위     | 기록     | 순위     | 기록   | 순위   | 기록 | 최종 순위 |

## 참고 자료
- (영어) “Albania at the 1992 Barcelona Summer Games”. SR/Olympic Sports. 2009년 5월 3일에 원본 문서에서 보존된 문서. 2011년 10월 5일에 확인함.